# Englerocharis pauciflora
Englerocharis pauciflora är en korsblommig växtart som beskrevs av Al-shehbaz. Englerocharis pauciflora ingår i släktet Englerocharis och familjen korsblommiga växter. Inga underarter finns listade i Catalogue of Life.